# ديبرا تود
ديبرا تود (بالإنجليزية: Debra Todd) هي قاضية ومحامية أمريكية، ولدت في 15 أكتوبر 1957.

## وصلات خارجية
- ديبرا تود على موقع إن إن دي بي (الإنجليزية)